# 公共广播交流机构
公共广播交流机构（英語：Public Radio Exchange）是美国一家非营利网络平台，用于广播节目的数字发行、评论与授权。公共广播交流机构声称自己是广播及网络上最大的公共广播节目点播目录。

## 机构数据
截至2007年5月22日，公共广播交流机构在美国拥有12,167个可覆盖收听区域和28,149会员，这其中包括1,011家广播电台和2,782位独立制作人。